# Vetostriden
Vetostriden var politisk strid i Norge under unionstiden om kungens vetorätt i grundlagsfrågor. Striden var som hårdast 1872–1884 då Oscar II vägrade att sanktionera Stortingets beslut om att ge statsråden rätt att delta i Stortingets förhandlingar (se Statsrådssaken). Stortingets seger 1884 innebar ett stort genombrott för parlamentarismen i Norge, och bidrog till unionsupplösningen.